# Traité de Paris (1355)
Pour les articles homonymes, voir traité de Paris.
Le traité de Paris, signé le 5 janvier 1354 (ancien style), met fin au conflit opposant le comte de Savoie Amédée VI, dit le « comte vert », au roi de France Jean le Bon et son fils le dauphin Charles, mais surtout celui opposant depuis presque deux siècles la Savoie au Dauphiné et au Faucigny.

## Contexte

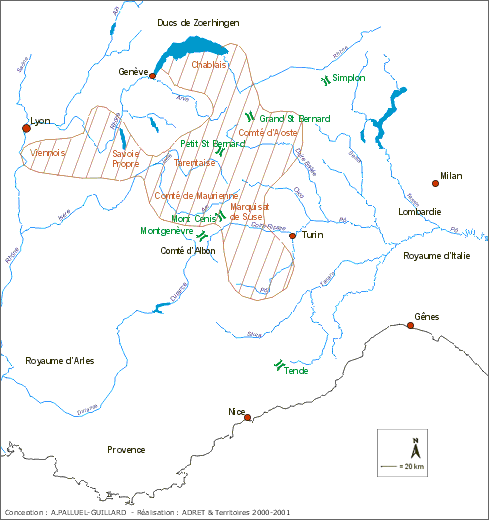
La Savoie aux XIIe et XIIIe.

Depuis le XIIe siècle, les comtes de Savoie sont en conflit avec leurs voisins les comtes de Genève et leurs vassaux, les barons de Faucigny. Bien que le comte Pierre II de Savoie épouse en 1234 Agnès de Faucigny, le père de cette dernière, le baron Aymon II organise sa succession pour que la seigneurie du Faucigny passe à sa fille, puis à sa petite-fille Béatrice. Béatrice épouse en 1261, selon la volonté de son grand-père, Guigues VII de Viennois, dauphin de Viennois, comte d'Albon, de Grenoble, d'Oisans, de Briançon, d'Embrun et de Gap. La terre du Faucigny est désormais placée sous la protection des dauphins, qui sont d'ailleurs eux-mêmes soutenus par le royaume voisin de France. Toutefois, pour les comtes de Savoie, le Faucigny s'apparente à une enclave les empêchant de faire le lien entre le noyau de leur comté et leurs possessions en Chablais et sur la rive nord du Léman, en Valais.
En 1339, le dauphin Humbert II, sans descendance, prépare sa succession. Il souhaite vendre ses terres du Dauphiné, du Briançonnais et du Faucigny dans un premier temps au roi de Naples, puis au pape,. Les deux y renonceront, notamment en raison du prix demandé. Humbert II de Viennois, après s'être tourné vers le comte de Genève et une croisade ruineuse contre les Turcs, est contraint de vendre ses droits et terres au roi de France. L'acte est signé le 30 mars 1349, lors du traité de Romans. Son petit-fils, Charles, prend alors le titre de dauphin.
Toutefois, avant cette cessation, le 16 mars 1349, Humbert a confirmé les différentes libertés obtenues par le Dauphiné et le Faucigny, appelées « statut delphinal ». Ce statut, selon les auteurs Baud et Mariotte, « spécifiait que le Faucigny ne pourrait être dissocié du Dauphiné ». Des suites du traité de Romans, le Faucigny est donc placé sous le contrôle français, qui nomme à la tête du bailliage, Hugues de Genève.

## Le conflit
Le comte Amédée VI de Savoie poursuit la politique d'expansion, entamée par ses prédécesseurs, qui les oppose à leurs voisins les comtes de Genève et les dauphins du Viennois. En 1353, il attaque le pays de Gex. Dans le jeu des alliances, les dauphinois interviennent pour contrer le comte vert.
Le comte de Savoie remporte la victoire lors de la bataille des Abrets en 1354, après, dit-on, « après avoir fait un vœu à saint Georges ».
Le roi de France, en ce début de guerre de Cent Ans, préfère signer un traité avec la maison de Savoie et s'occuper de la menace anglaise,.

## Le traité
Le roi de France et le comte signent un traité le 5 janvier 1354 (ancien style). Au cours du printemps, le comte « épouse une descendante de saint Louis, Bonne de Bourbon », abandonnant ainsi le projet d'épouser la sœur du jeune comte Philippe III de Bourgogne. La Savoie redevient ainsi l'allié du roi de France et participe aux combats en Flandre contre l'Angleterre.
Toutefois, le traité se règle surtout à travers une transaction de terres entre le dauphin du Viennois et le comte de Savoie. Il est considéré comme « un troc bénéfique » au profit du comte de Savoie.
Le comte de Savoie obtient la baronnie du Faucigny — soit l'équivalent de 14 châtellenies —, ancienne possession des sires du Faucigny passée aux dauphins du Viennois, avec le Beaufortain (terre appartenant aux Faucigny depuis le XIIIe siècle) permettant enfin de relier le comté de Savoie au Chablais ; le pays de Valbonne (la seigneurie de Montluel, le château de Miribel, Bourg-Saint-Christophe, Pérouges et Saint-Maurice-de-Gourdans) ; les seigneuries de Varey et Saint-Maurice-en-Bugey ; la seigneurie de Santonay dans la Bresse ; celle d'Anton en Dauphiné ; la baronnie de Gex,. Le traité acte ainsi « le principe de la continuité et de l'homogénéité de l'espace politique de la Savoie. »
Toutefois, le comte doit abandonner le Viennois savoyard, entre les mains des Savoie depuis le XIe siècle, « les contrées s'étendant du pied de la Chartreuse au Rhône, soit 14 châtellenies », soit les possessions en Dauphiné à l'ouest du Guiers, dont le château et le bourg de Voiron, La Côte-Saint-André, Tolvon et son château, Septème, Saint-Georges-d'Espéranche et Saint-Symphorien,. L'acte permet de rectifier la frontière, notamment en Grande Chartreuse et fixe durablement au Rhône et à la rivière du Guiers, les limites entre le Dauphiné et le comté de Savoie.
Le dauphin renonce également à l'hommage qui lui était rendu par le comte de Genève et ses prétentions en pays de Gex,. Le comte de Genève ne prête serment qu'en 1358 à son nouveau suzerain Amédée,. Au cœur de ce grand ensemble des terres du comte de Savoie, le comté de Genève est isolé. Il finira par être lui aussi absorbé en 1402. Les Faucigny tarderont aussi à prêter serment avançant que le statut delphinal n'était pas respecté et craignait le passage à la Savoie,. Après quelques tensions, durant le mois de juillet le comte de Savoie parcourt ces nouvelles terres de Faucigny en présence de deux représentants du dauphin, rassurant ainsi en partie la population sur son avenir.
Un second traité est signé à Paris en 1377 afin de régler les derniers échanges de terres savoyardes au Dauphin,.